# Mostafá Madbuli
Mostafá Kamal Madbuli (Suhag, 28 de abril de 1966) es un político egipcio que se desempeñá como primer ministro de Egipto desde 2018. Fue nombrado por el presidente Abdelfatah El-Sisi para suceder a Sherif Ismail tras su renuncia. Madbuli también sirvió en el gobierno como Ministro de Vivienda y Servicios Públicos Urbanos también brevemente como Primer Ministro Interino.

## Biografía
Madbuli es egresado de la Universidad de El Cairo recibiendo un master y un PhD de la facultad de ingeniería en 1988 y 1997 respectivamente. Desde septiembre de 2009 hasta noviembre de 2011 fue el presidente de la Autoridad General de Planificación Urbana del Ministerio de Vivienda, Servicios Públicos y Desarrollo Urbano; también fue director ejecutivo del Instituto de Capacitación y Estudios Urbanos en el Centro de Investigación de Vivienda y Construcción del Ministerio de Vivienda. Desde noviembre de 2012 hasta febrero de 2014, fue el director regional para los países árabes en el Programa de Asentamientos Humanos de las Naciones Unidas. En marzo de 2014 fue nombrado Ministro de Vivienda por el primer ministro Ibrahim Mahlab, puesto que siguió ocupando después del nombramiento de Sherif Ismail como primer ministro en septiembre de 2015. Durante su mandato como ministro de vivienda, el proyecto de "millones de Casas"  iniciado por el anterior Ministro de Vivienda  Mohamed Fathy al-Barade se concretó, siendo uno de los principales proyectos nacionales que entró en vigor en el gobierno del presidente Abdelfatah El-Sisi. Por razones políticas y sociales, el proyecto, que fue sugerido por Baradie en 2011, se detuvo durante la era de la hermandad musulmana, y entró en vigor nuevamente cuando Madbouly volvió al cargo.  En noviembre de 2017, Madbouly fue nombrado primer ministro interino después de la partida del Presidente Sherif Ismail a Alemania para recibir tratamiento médico.

### Primer Ministro de Egipto
El 7 de junio de 2018 el presidente Sisi nombre a Madbuli como Primer Ministro, sucediendo a Sherif Ismail. El 9 de junio, el primer ministro Madbouly reorganizó el gabinete egipcio y reemplazó a ocho ministros, entre ellos el ministro de Antigüedades Khaled Al-Anany, el ministro de Recursos Humanos Mohamed Saafan, el ministro de Riego Mohamed Abdel Aty, el ministro de Salud Ahmed Emaddin y el ministro de Agricultura Abdel Moniem al-Banna y el ministro de Educación Superior, Khaled Abdel Ghaffar. El 10 de junio, se reveló que ocho mujeres servirían en su gabinete, rompiendo el número récord de la administración anterior de seis. La lista final de candidatos para puestos ministeriales incluye a Assem El-Gazar como ministra de vivienda; Hala Zayed como ministra de salud; Yasmeen Fouad como ministro de medio ambiente; Mohamed Eissa como ministro de la mano de obra; Amr Nassar como ministro de comercio e industria; Magdy Abo El-Ela como ministra de justicia, Hala El-Khatib o Ashraf Sobhy como ministra de Juventud y deportes; Mahmoud Shaarawy como ministro de estado para el desarrollo local; y Mohamed Moiet como nuevo ministro de finanzas.